# Jacob Hindsgaul
Jacob Hindsgaul Madsen, né le 14 juillet 2000 à Middelfart, est un coureur cycliste danois.

## Biographie
Jacob Hindsgaul commence le cyclisme à l'âge de 13 ans au Middelfart Cykel Klub. 
En 2019, il rejoint l'équipe continentale danoise ColoQuick, pour son passage chez les espoirs (moins de 23 ans). Au mois de juillet, il se distingue en remportant le prologue du Tour de la Vallée d'Aoste, une course par étapes réputée pour les jeunes coureurs. Il se classe également cinquième de l'étape reine du Tour de l'Avenir au Corbier.
En 2020, il intègre la formation Uno-X Norwegian Development.
Il remporte en 2022 une étape et le classement général du Tour d'Antalya. Gêné de façon chronique à la jambe gauche, il annonce arrêter sa carrière en septembre 2023

## Palmarès et résultats

### Palmarès par année
- 2017
  - 2e du championnat du Danemark du contre-la-montre juniors
  - 10e du championnat du monde sur route juniors
- 2018
  -  Champion du Danemark du contre-la-montre juniors
  - Internationale Cottbuser Junioren-Etappenfahrt :
    - Classement général
    - 2ea (contre-la-montre), 2eb et 3e étapes

  - 2e de Kuurne-Bruxelles-Kuurne juniors
  - 3e du championnat du Danemark du contre-la-montre par équipes juniors
  - 9e du championnat du monde du contre-la-montre juniors
- 2019
  - Prologue du Tour de la Vallée d'Aoste
  - 2e du championnat du Danemark du contre-la-montre par équipes
  - 3e du Grand Prix Herning
- 2020
  - 1re étape du Tour du Frioul-Vénétie Julienne (contre-la-montre par équipe)
  - 2e du Tour de Lombardie amateurs
- 2022
  - Tour d'Antalya : 
    - Classement général
    - 3e étape

### Classements mondiaux
| Année                                 | 2019  | 2020 | 2021 | 2022 | 2023 |
| ------------------------------------- | ----- | ---- | ---- | ---- | ---- |
| Classement mondial                    | nc    | 826e | nc   | nc   | 724e |
| UCI Europe Tour                       | 1358e | nc   | nc   | nc   | nc   |
|                                       |       |      |      |      |      |
| Légende : nc = non classéSource : UCI |       |      |      |      |      |